# 佛土寺 (伊賀市)
佛土寺（ぶっとじ）は、三重県伊賀市にある、真言宗豊山派の仏教寺院。山号は平野山（ひらのさん）、院号は金蓮院（こんれんいん）。本尊は阿弥陀如来。

## 歴史
本尊阿弥陀如来坐像は、胎内銘から 承安2年（1172年）12月29日、伊賀氏、渡会氏、多氏等により造立されたことが分かっており、このことから当寺の創建は、本尊が安置された承安2年ではないかと考えられる。
また別の伝承では、建長5年（1253年）藤原道家の家領処分状案に、「伊賀国仏土院」と記されており、当初は京都東福寺の末寺であったという。
天正の兵火によって堂宇を焼失しているが、本尊及び脇侍の日光菩薩、月光菩薩は寺の下にある阿弥陀池という名の池に隠して、焼失を免れたといわれている。その後再興はままならず、仮本堂に本尊を祀る時代が続き、 大正14年（1924年）に現在の本堂が再建され、今日に至っている。

## 文化財

### 重要文化財
- 木造阿弥陀如来及両脇侍像（3躯）　大正5年（1916年）8月17日指定（両脇侍は平成5年1月20日追加指定）

中尊阿弥陀如来像の像内に承安2年（1172年）の銘がある。像高は中尊が132.1cm、左脇侍像が168.7cm、右脇侍像が171.5cm。阿弥陀如来の両脇侍は観音菩薩・勢至菩薩とするのが普通であるが、当寺では日光菩薩、月光菩薩と称されている。

### 三重県指定有形文化財
- 仏土寺石造多宝塔（2基）　平成6年（1994年）3月9日指定

大形の石塔で2基並んでおり、東塔は5.7ｍ、西塔は4.62ｍある。
- 紙本着色十二天画像（1幅）昭和46年（1971年）3月17日指定[4]
- 仏土寺出土品（水晶製舎利塔1個、陶製壺1個）　昭和60年（1985年）3月27日指定[4]

## 年中行事
- 1月12日　覚鑁講
- 8月7日　大施餓鬼会
- 8月15日　精霊送り

## 周辺
- 上野城（上野公園）
- 和銅の道
  - 和銅の道とは、昭和54年（1979年）、国際児童年を記念して、県が「母と子の自然と歴史の散歩道」と名づけて設置した、約8kmのハイキングコースで、伊賀上野駅を起点に、佛土寺、桃山式建築で重要文化財の高倉神社[5]、国の史跡に指定されている廃補陀落寺の町石（町石としては日本最古とされる）[6]などを巡るコース[7]。

## アクセス
- JR伊賀上野駅より西へ徒歩約20分。
- 名阪国道上野インターチェンジより国道422号を北進し、高砂交差点より 県道680号を西へ。